# Hernando Siles Reyes

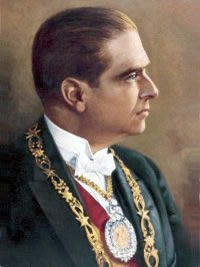
Hernando Siles Reyes

Hernando Siles Reyes (* 5. August 1882 in Sucre; † 23. November 1942 in Lima) war ein bolivianischer Jurist und als Politiker in der Zeit von 1926 bis 1930 der 39. Präsident Boliviens.
Hernando Siles Reyes wurde 1882 als Sohn von Adolfo Siles und Remedios Reyes geboren, die zu zwei angesehenen Familien in Chuquisaca gehörten.
Nach seinem juristischen Studium war er Rektor der bolivianischen Universidad de San Francisco Javier und gründete die Partido Nacionalista (PN), stand politisch jedoch der Partido Socialista Republicano (PSR) unter Bautista Saavedra nahe, die 1920 an die Macht gekommen war. Als Saavedras Nachfolger gewann Siles die Wahlen von 1926 mit Saavedras Bruder als Vizepräsident, Abdon Saavedra.
Als Präsident entwickelte er sich rasch zu einem hoch angesehenen Politiker, vor allem als er mit der Saavedra-Familie brach und sowohl seinen Vorgänger im Präsidentenamt als auch seinen Vizepräsidenten ins Exil schickte.
Zur gleichen Zeit war seine Präsidentschaft jedoch einerseits wirtschaftlich stark belastet durch die weitreichenden Auswirkungen der Weltwirtschaftskrise von 1929, andererseits politisch belastet durch die zunehmenden Spannungen mit dem Nachbarland Paraguay, die in den Folgejahren zum Chaco-Krieg zwischen den beiden Ländern führten.
In der Folgezeit schickte Präsident Siles weitere politische Gegner ins Exil und erweiterte so seinen politischen Spielraum, im folgenden Jahr 1930 kam es jedoch zur Zerreißprobe, als Siles seine Amtszeit eigenmächtig verlängern wollte, unter der Vorgabe, auf diese Weise die zunehmende wirtschaftliche und internationale politische Krise meistern zu wollen. Dies war alles, was seine Gegner brauchten. Durch seinen Rücktritt am 28. Mai 1930 und seiner Flucht nach Chile entging er dem sich abzeichnenden Putsch, sein Kabinett blieb jedoch vorerst im Amt. Sein Nachfolger General Carlos Blanco Galindo entließ das Kabinett im Juni des gleichen Jahres und setzte für 1931 Neuwahlen an, die von Daniel Salamanca Urey (Partido Republicano-Genuino) gewonnen wurden.
Hernando Siles lebte bis zu seinem Tod im November 1942 vor allem in Lima im Exil, wo er 1934 von Präsident Salamanca zum bolivianischen Botschafter ernannt wurde, ein Amt, das er für weitere sieben Jahre ausübte.
Hernando Siles hatte sechs Kinder:
- Hernán Siles Zuazo: bolivianischer Präsident von 1956 bis 1960 und erneut von 1982 bis 1985
- Ernesto Siles Gómez
- Telmo Siles
- Luis Adolfo Siles Salinas: bolivianischer Vizepräsident von 1966 bis 1969 und von April bis September 1969 Präsident des Landes
- Jorge Siles Salinas
- Teresa Siles Salinas